# Desperado (album)
Desperado – drugi album country rockowej grupy Eagles, wydany w 1973 roku. Płytę wydała wytwórnia płytowa Asylum Records pod numerem katalogowym SD 5068. Tytułowy utwór płyty choć nie był nigdy wydany na singlu uplasował się na 494 pozycji opublikowanej w roku 2004 listy "The 500 Greatest Songs of All Time" (500 największych przebojów wszech czasów) czasopisma Rolling Stone.

## Lista utworów
| A1. | Doolin-Dalton                                                                            | 3.26  |
|     | (Glenn Frey, J.D. Souther, Don Henley, Jackson Browne) śpiew –Don Henley i Glenn Frey    |       |
| A2. | Twenty-One                                                                               | 2.11  |
|     | (Bernie Leadon) śpiew – Bernie Leadon                                                    |       |
| A3. | Out of Control                                                                           | 3.04  |
|     | (Don Henley, Glenn Frey, Tom Nixon) śpiew - Glenn Frey                                   |       |
| A4. | Tequila Sunrise                                                                          | 2.52  |
|     | (Don Henley, Glenn Frey) śpiew – Glenn Frey                                              |       |
| A5. | Desperado                                                                                | 3.33  |
|     | (Don Henley, Glenn Frey) śpiew - Don Henley                                              |       |
| B1. | Certain Kind of Fool                                                                     | 3.02  |
|     | (Randy Meisner, Don Henley, Glenn Frey) śpiew – Randy Meisner                            |       |
| B2. | Doolin-Dalton (Instrumental)                                                             | 0.48  |
|     | (Don Henley, J.D. Souther, Glenn Frey, Jackson Browne) śpiew - Glenn Frey                |       |
| B3. | Outlaw Man                                                                               | 3.34  |
|     | (David Blue) śpiew - Glenn Frey                                                          |       |
| B4. | Saturday Night                                                                           | 3.20  |
|     | (Randy Meisner, Don Henley, Glenn Frey, Bernie Leadon) śpiew - Don Henley, Randy Meisner |       |
| B5. | Bitter Creek                                                                             | 5.00  |
|     | (Bernie Leadon) śpiew – Bernie Leadon                                                    |       |
| B6. | Doolin-Dalton / Desperado (Reprise)                                                      | 4.50  |
|     | (Don Henley, J.D. Souther, Glenn Frey, Jackson Browne) śpiew - Don Henley                |       |
|     |                                                                                          | 35:40 |
|     |                                                                                          |       |

## Twórcy
- Glenn Frey – gitary, instrumenty klawiszowe, harmonijka, śpiew
- Don Henley –  perkusja, instrumenty perkusyjne, gitara akustyczna, śpiew
- Randy Meisner – gitara basowa, gitara akustyczna, śpiew
- Bernie Leadon – gitary, mandolina, banjo, śpiew

## Produkcja
- Glyn Johns – producent i inżynier
- Howard Kilgour – asystent inżyniera
- Barry Diament – mastering
- Ted Jensen – remastering
- Jim Ed Norman – aranżacje smyczkowe
- Gary Burden – kierownik artystyczny, projektant
- Henry Diltz – napisy, zdjęcia

## Pozycje na listach
| Lista 1973          | Pozycja |
| ------------------- | ------- |
| Lista amerykańska   | 41      |
| Lista brytyjska     | 39      |
| Lista holenderska   | 5       |
| Lista kanadyjska    | 35      |
| Lista nowozelandzka | 40      |

## Notowania singli
| Rok  | Singel            | Notowania            | Poz. |
| ---- | ----------------- | -------------------- | ---- |
| 1973 | "Outlaw Man"      | US Billboard Hot 100 | 59   |
| 1973 | "Tequila Sunrise" | US Billboard Hot 100 | 64   |

## Certyfikaty
| Kraj       | Certyfikacja        | Sprzedaż  |
| ---------- | ------------------- | --------- |
| USA (RIAA) | 2 x platynowa płyta | 2 000 000 |